# Sveti Stefan
Sveti Stefan (v srbské cyrilici Свети Стефан, italsky Santo Stefano) je malá vesnička v Černé Hoře, která leží na mysu, spojeném s pevninou jen úzkou písečnou lavicí. Po celém obvodu se nacházejí oblázkové a písečné pláže, velká část z nich je ale jen pro hotelové hosty.
Ostrov je omýván čistým mořem. Na ostrově se nachází jeden z nejluxusnějších hotelů v Černé Hoře. Nad městečkem se nachází pravoslavný klášter Praskvica. Směrem k Budvě navazuje na Sveti Stefan městečko Miločer.
Kromě původního kostela sv. Štěpána, který dal osadě jméno, má Sveti Stefan ještě dva kostely; kostel Alexandra Něvského a kostel Přeměnění páně. Druhý uvedený se nachází u samotného přístupu k osadě.
Sveti Stefan má celkem pět pláží.

## Dějiny
Původně se jednalo a malou rybářskou osadu s kamennými domky na skalnatém ostrůvku nedaleko pobřeží. Založili ji v 15. století Černohorci. Podle legendy založil Sveti Stefan klan Pastrovićů, který v polovině 15. století pomáhal bránit město Kotor od nájezdů Osmanské říše. Turci byli z města v Boce kotorské vyhnáni a Černohorci získali značnou kořist. Za uloupené peníze nechali na skalním ostrohu zbudovat pevnost, která by chránila pobřeží před Turky a Piráty. Kvůli strategickému významu se velmi rychle stal Sveti Stefan středobodem kmene Pastrovićů.
Na počátku 19. století zde žilo 400 lidí. V souvislosti s ekonomickým rozvojem Černé Hory se však původní obyvatelé, kteří se živili rybářstvím, z ostrova začali vystěhovávat. V roce 1912 žilo na Svatém Stefanu asi 30 rodin.
V roce 1955 bylo obyvatelstvo vesnice vystěhováno a původní sídlo přebudováno na luxusní hotel s 250 lůžky. Ten byl slavnostně otevřen dne 13. července 1960. Jeho součástí bylo také kasino. Hotel získal velký věhlas; britský spisovatel William Sansom se o něm zmínil jako o "jednom o nejlépe vytvořených turistických míst v Evropě".
Hotel v roce 1972 získal prestižní ocenění Zlaté Jablko jako nejlepší na světě. Hotel hostil dlouho řadu známých osobností, od sovětských generálů až po evropské a americké herce a politiky. Hotel navštívili například Marilyn Monroe, Willy Brandt, Sophia Loren, Carlo Ponti, Monica Vitti, Ingemar Stenmark, Kirk Douglas, Jonathan Miller a Claudia Schiffer. V roce 1992 se zde odehrál zápas mezi bývalými světovými šachovými šampiony Borisem Spaským a Bobbym Fischerem. Finále v šachu se odehrálo v atmosféře sankcí proti Svazové republice Jugoslávii. Následně byl na Bobbyho Fischera vydán zatykač právě kvůli porušování podmínek sankcí. Ekonomický útlum v 90. letech 20. století znamenal značný úpadek počtu hostů i prestiže resortu.
V roce 2007 byl pro turisty ostrov uzavřen. Následně jej rekonstruovala jako luxusní hotelový resort společnost Aman Resorts. Součástí rekonstrukce byla i obnova kostela Alexandra Něvského, který byl v roce 1959 zazděn a jeho část byla přestavěna na terasu. Černohorský stát Sveti Stefan pronajal společnosti Aman Resorts na 30 let.
V roce 2021 došlo v souvislosti s pandemií nemoci covid-19 k omezení turistického ruchu v Černé Hoře. Provozovatel resortu se rozhodl některé striktně soukromé pláže otevřít veřejnosti, což bylo kritizováno z hlediska zhoršení čistoty a kultury pláží.